# Rugby a 15 nel 1996

## Eventi principali
- L'avvio del professionismo e l'arrivo di grandi interessi delle televisioni, porta alla nascita del Super 12, del Tri Nations e molti altri tornei
- In Europa prende il via l'edizione sperimentale della Heineken Cup, competizione che vede contrapposte le formazioni più forti del continente.
- L'Italia disputa quattro match contro Scozia, Galles e Inghilterra: i risultati incoraggianti portano a parlare di ingresso nel Cinque Nazioni.

## Cronologia degli eventi principali
- 6 gennaio -  il primo test dell'anno è fra Irlanda e gli Stati Uniti. Ad Atlanta gli irlandesi si impongono a fatica per 25-18. Contemporaneamente l'Italia supera nettamente la Scozia in una partita solo formalmente tra nazionali "A".
- 16 gennaio - L'Stati Uniti a Cardiff, contro il Galles sfiora l'impresa, rimontando e sfiorando il successo dopo un primo tempo disastroso.
- 15 marzo - Superando l'Irlanda per 28-15, l'Inghilterra conquista il Cinque Nazionie la triple crown. Il successo arriva grazie alla differenza punti sulla Scozia, che a differenza degli inglesi aveva battuto la Francia.
- 25 maggio - Si chiude la prima fase della Coppa FIRA 1995-1997. L'Italia e la Francia si qualificano per la finale, che non si disputerà sino all'anno successivo.
- maggio-luglio :

Tutte le nazionali dell'emisfero boreale e della Polinesia subiscono pesanti sconfitte nelle sfide con le potenze del Tri nations: la Scozia in Sudafrica, il Galles e Canada in Australia. Samoa in Nuova Zelanda.
La Francia, invece si impone nei due test contro i "Pumas" argentini.
- 13 luglio - La prima edizione del Pacific Rim (o "Epson Cup") viene vinta dal Canada
- 27 luglio - Il triangolare del Pacifico si chiude con un notevole equilibrio con una vittoria a testa per tutte le squadre polinesiane. Figi si aggiudica il torneo grazie ad una sonante vittoria per 60-0 su Samoa.
- 10 agosto - La Nuova Zelanda si aggiudica la prima edizione del Tri Nations, con 4 vittorie in 4 match e conserva anche la Bledisloe Cup
- agosto - Il match del 10 agosto con il Sudafrica, è il primo dei quattro test-match del Tour in Sudafrica. La serie finisce con tre vittorie neozelandesi ed una sudafricana.
- 21 settembre - Successo dell'Argentina nella seconda edizione del "Panamericano", disputatosi in Canada ed aperto anche all'Uruguay e agli Stati Uniti.
- 23 settembre - Cinque anni dopo il match della coppa del mondo, ritorno a Twickenham per gli azzurri.
- 25 settembre - Inconsueto match al di fuori del "Cinque Nazioni" e per di più infrastettimanale, tra Galles e Francia. Vincono i francesi per 33-40.
- 28 settembre - Con il match tra Lettonia e Norvegia (valido per la zona Europea), iniziano le qualificazioni alla Coppa del Mondo di rugby 1999. Qualificazioni che dureranno sino ai primi mesi del 1999.
- 9 novembre - Il Giappone supera la Corea del Sud nella finale di Taipei e si aggiudica il Campionato asiatico
- novembre-dicembre - L'Autumn International è disturbato dallo svolgimento delle prime edizioni delle coppe europee, Heineken Cup in particolare.  Questo determina un calendario a singhiozzo, match infrasettimanali e formazioni europee talvolta rimaneggiate.

- Protagonista è l'Australia, che in un lungo tour (dell'addio per David Campese) conquista quattro successi con Italia, Scozia, Irlanda e Galles.
- Ottimo anche il tour del Sudafrica, che supera Argentina (due volte), Francia (due volte) e Galles.
- Anche il Sudafrica "A" va in tour in Gran Bretagna. Un tour pieno di successi con i nuovi talenti, tra cui Marius Goosen.
- Nessun tour per gli All Blacks, così in tour vanno i New Zealand Barbarians che superano anche l'Inghilterra a Twickenham.
- L'Argentina riscatta un anno deludente, con un ottimo tour in Inghilterra, sfiorando il successo a Londra contro l'Inghilterra.

## Riepilogo tornei

### Qualificazioni Mondiali e Torneo Fira
Da Segnalare che nel mese di ottobre prendono il via le qualificazioni alla coppa del Mondo 1999 con la prima fase preliminare della zona Europea.
Partecipano a questa fase 15 squadre divise in 3 gironi. le vincenti si qualificheranno per la seconda a fase a cui si aggregheranno altre 10 squadre impegnate invece nel Torneo FIRA 1996-1997, oltre ad Italia e Romania.

## Tornei Internazionali per club o selezioni
|  | Super 12     | Auckland Blues   |
|  | Heineken Cup | Stade toulousain |

## Altri test
- La Francia ospita la Romania. Sono lontani i tempi in cui i Romeni impensierivano le migliori squadre europee.

| Arbitro: | Inaki Atorasagasti |

|                                                            |      |              |
| Califano 3, Glas 2 Labrousse 2, Moni Émile Ntamack, Penaud | mt   |              |
| Richard Dourthe 7                                          | tr   |              |
|                                                            | c.p. | Popisteanu 3 |
|                                                            | drop | Popisteanu   |

| Cambridge 6 novembre 1996 | Cambdrige | 41 – 76 | French Barbarians | Virginia Park |

## I Barbarians
Il 1996 per i Barbarians è stato molto intenso con un tour in Giappone e ben 4 match contro nazionali (Irlanda, Scozia, Galles e Australia).
| Northampton 6 marzo 1996 | East Midlands | 47 – 19 | Barbarians |  |

| Cardiff 6 aprile 1996 | Cardiff RFC | 49 – 43 | Barbarians | National Stadium |

Di altro valore morale e simbolico la sfida con l'Irlanda. È la prima della storia. Il Match denominato "Match della Pace", è stato organizzato grazie alla proposta di Hugo MacNeill (cattolico della Repubblica d'Irlanda) e Trevor Ringland (protestante dell'Irlanda del Nord), entrambi membri della squadra che nel 1980 conquistò la "Triple Crown". Il ricavato andrà per una sottoscrizione a favore delle famiglie dei morti in un attentato terroristico
| Dublino 18 maggio 1996 | Irlanda XV | 38 – 70 | Barbarians | Lansdowne Road |

A giugno segue un breve tour in Giappone:
| Kyoto 2 giugno 1996 | Kansai President's XV | 76 – 66 | Barbarians |  |

| Kobe 5 giugno 1996 | Kobe Steel | 63 – 43 | Barbarians |  |

Ad agosto segue un breve tour dove si affrontano Scozia e Galles
| Edimburgo 17 agosto 1996 | Scozia XV | 45 – 48 | Barbarians | Murrayfield |

| Cardiff 24 agosto 1996 | Galles | 31 – 10 | Barbarians | National Stadium |

| Newport 8 ottobre 1996 | Newport RFC | 33 – 86 | Barbarians | Rodney Parade |

| Londra 7 dicembre 1996 | Barbarians | 19 – 39 | Australia XV | Twickenham |

## La Nazionale Italiana: Un anno di grandi sfide
La Nazionale Italiana, ormai sta entrando nel "salotto buono" del rugby. Il 1996 è un anno ricchissimo di grandi sfide.

## Tornei nazionali
- Africa:

| Sudafrica | Currie Cup        | Natal             |
|           | Vodacom Cup       | Orange Free State |
|           | Club Championship | Pretoria Police   |

- Oceania:

| Nuovo Galles del Sud | Shute Shield                     | Randwick                 |
| Queensland           | Premier Rugby                    | GPS                      |
| Australia            | Interstate                       | New South Wales Waratahs |
| Nuova Zelanda        | National Provincial Championship | Auckland                 |

- Americhe:

| Argentina   | Argentino              | Cordoba e Buenos Aires            |
|             | Camp. di Buenos Aires  | Hindù e Club Atlético del Rosario |
|             | Nacional de Clubes     | Hindù Club                        |
| Brasile     | Campionato             | Desterro (SC)                     |
| Canada      | Campionato Provinciale | Ontario                           |
| Stati Uniti | Campionato             | OMBAC San Diego                   |

- Asia:

| Giappone | Campionato | Suntory |

- Europa:

| Irlanda     | All Ireland league       | Shannon           |
|             | Interprovinciale         | Leinster          |
| Galles      | Campionato               | Neath RFC         |
|             | WRU Challenge Cup        | Pontypridd RFC    |
| Inghilterra | Coppa                    | Bath Rugby        |
|             | Campionato delle Contee  | Gloucestershire   |
|             | Campionato               | Bath Rugby        |
| Francia     | Camopionato              | Stade Toulousain  |
|             | Challenge du Manoir      | Brive             |
| Italia      | Coppa                    | Non disputata     |
|             | Campionato               | Amatori Milano    |
| Scozia      | Campionato dei distretti | Caledonia         |
|             | Campionato dei distretti | Hawick            |
|             | Campionato               | Melrose           |
| Georgia     | Campionato               | Gumarri           |
| Portogallo  | Campionato               | Cascais           |
|             | Coppa                    | Academica Coimbra |
| Romania     | Campionato               | Dinamo Bucarest   |
| Russia      | Campionato               | Krasny Yar        |
| Spagna      | Spagna (Copa del Rey)    | Ciencias Siviglia |
|             | Campionato               | Santboiana        |